# Karmelitinnenkloster Flavignerot
Das Karmelitinnenkloster Flavignerot (auch: Karmelitinnenkloster Dijon) ist seit 1979 ein Kloster der Karmelitinnen in Flavignerot, Département Côte-d’Or, im Erzbistum Dijon in Frankreich.

## Geschichte
Das seit 1605 in Dijon (Rue Sainte-Anne) bestehende Karmelitinnenkloster Sankt Josef wurde 1792 durch die Französische Revolution aufgelöst. Die letzte Schwester starb 1843. Von dem Gebäude ist nur die Kapellenfassade erhalten.
Nach vergeblichen Versuchen einer Neugründung in Straßburg (ab 1860) konnte 1870 wieder in Dijon (Boulevard Carnot 4) ein Gebäude erworben und 1872 bezogen werden. In diesem Konvent lebte von 1901 bis 1906 die heilige Elisabeth von der Dreifaltigkeit.
Der Konvent, der in der städtischen Umgebung nicht mehr die nötige Ruhe fand, beschloss 1975 die Verlegung nach Flavignerot (13 km südwestlich Dijon). 1979 wurde der dortige Neubau bezogen. Die Architektur der Klosterkirche entwickelt innen wie außen das Motiv der Himmelsleiter. Neben der Kirche wurde als begehbare Gedenkstätte die Zelle der heiligen Elisabeth von der Dreifaltigkeit nachgebaut. Vor der Kirche steht seitlich eine Statue der Heiligen.